# 1684 a tudományban
Az 1684. év a tudományban és a technikában.

## Születések
- március 24. – Bél Mátyás evangélikus lelkész, magyar és szlovák történet- és földrajztudós, a 18. századi magyar tudomány kiemelkedő alakja († 1749).

## Halálozások
- április 5. – William Brouncker angol matematikus (* 1602).
- május 12. – Edme Mariotte francia fizikus (* 1620 k.).